# Królewicz

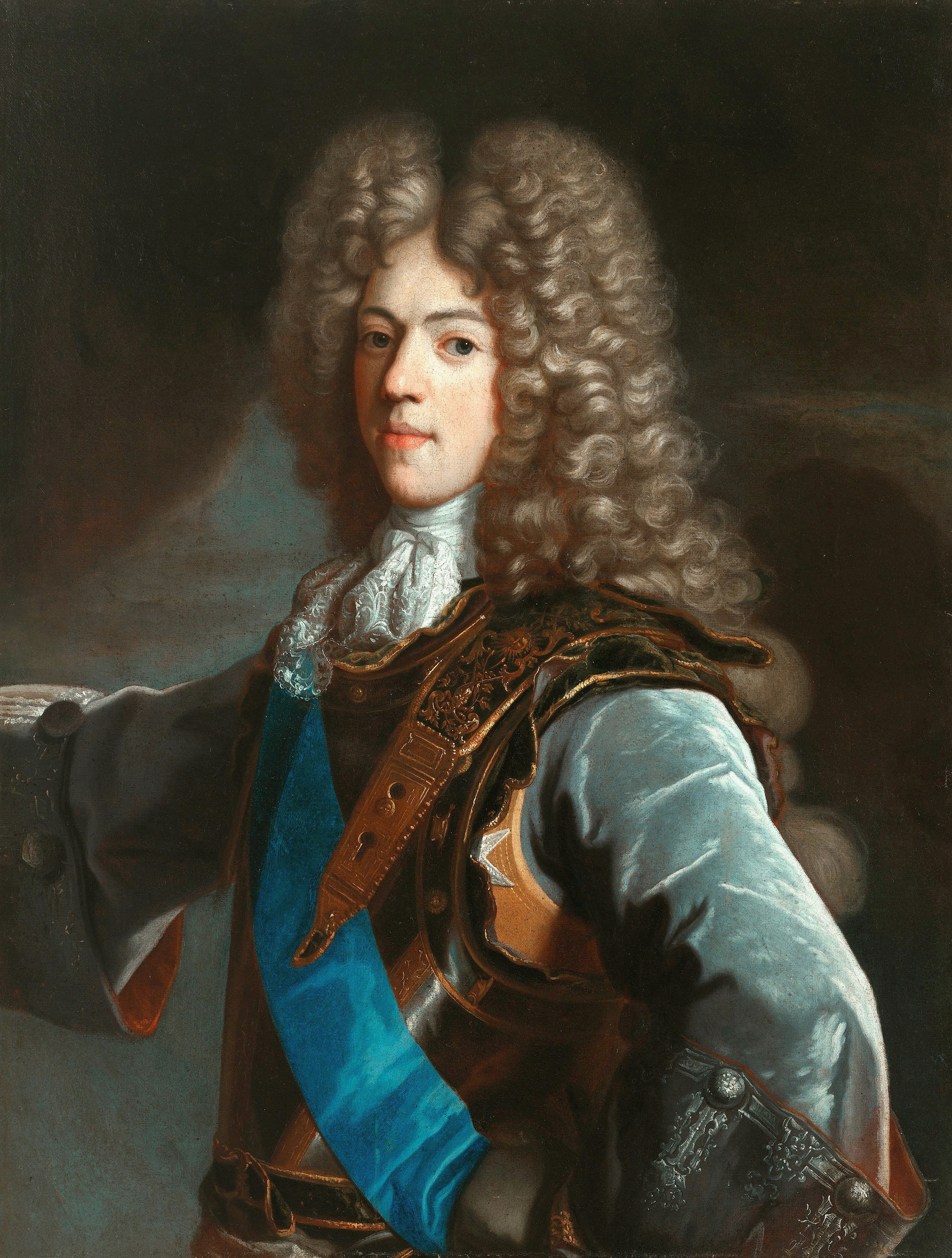
Królewicz (Konstanty Władysław Sobieski)

Królewicz, ż. królewna, mn. królewięta (łac. regius princeps – książę królewski) – tytuł arystokratyczny pochodzenia słowiańskiego, występujący w ustrojach monarchicznych Polski, Czech, Serbii, Czarnogóry oraz późniejszych Królestwa Serbów, Chorwatów i Słoweńców, Jugosławii. Był nadawany wszystkim dzieciom panującego króla pochodzącym z prawowitego małżeństwa z dniem ich chrztu bądź koronacji ojca i obowiązywały dozgonnie. Nie przysługiwały potomkom ze związków morganatycznych i pozamałżeńskich. Tytuły królewiąt były wyłącznie ceremonialne i nie wiązały się z nimi żadne nadania ziemskie bądź stanowiska w administracji państwowej. W okresie staropolskim królewiczem a. królewną nazywano również dzieci królów innych państw. Zwyczaj ten pozostał w literaturze ludowej, niekiedy także we współczesnym języku potocznym.
Odpowiednikiem królewicza w Hiszpanii i Portugalii był infant. Tytułami zbliżonymi do królewicza były: książę krwi królewskiej we Francji, wielki książę w Rosji i arcyksiążę w Austro-Węgrzech.

## Polskie królewięta
Polscy monarchowie posiadający dzieci i ich potomstwo:
- Władysław II Jagiełło
  - Elżbieta Bonifacja (1399)
  - Jadwiga (1408–1431)
  - Władysław (1424-1444) (późniejszy król Polski)
  - Kazimierz (1426-1427)
  - Kazimierz (1427-1492) (późniejszy król Polski)
- Kazimierz IV Jagiellończyk:
  - Władysław (1456–1516) (późniejszy król Czech i Węgier)
  - Jadwiga (1457–1502)
  - św. Kazimierz (1458–1484)
  - Jan Olbracht (1459–1501) (późniejszy król Polski)
  - Aleksander (1461–1506) (późniejszy król Polski)
  - Zofia (1464–1512)
  - Elżbieta (1465–1466)
  - Zygmunt (1467–1548) (późniejszy król Polski)
  - Fryderyk (1468–1503)
  - Elżbieta (1472–1480/1481)
  - Anna (1476–1503)
  - Barbara (1478–1534)
  - Elżbieta (1482–1517)
- Zygmunt I Stary:
  - Jadwiga (1513–1573)
  - Anna (1515–1520)
  - Izabella (1519-1559)
  - Zygmunt (1520-1572) (późniejszy król Polski)
  - Zofia (1522–1575)
  - Anna (1523–1596) (późniejszy król Polski)
  - Katarzyna (1526-1583)
  - Olbracht (1527)
- Zygmunt III Waza:
  - Anna Maria (1593-1600)
  - Katarzyna (1594)
  - Władysław (1595-1648) (późniejszy król Polski)
  - Katarzyna (1596-1597)
  - Krzysztof (1598)
  - Jan Kazimierz (1607-1608)
  - Jan Kazimierz (1609-1672) (późniejszy król Polski)
  - Jan Albert (1612-1634)
  - Karol Ferdynand (1613-1655)
  - Aleksander Karol (1614-1634)
  - Anna Konstancja (1616)
  - Anna Katarzyna Konstancja (1619-1651)
- Władysław IV Waza[1]:
  - Zygmunt Kazimierz (1640-1647)
  - Maria Anna Izabela (1642)
- Jan II Kazimierz Waza:
  - Maria Anna Teresa (1650-1651)
  - Jan Zygmunt (1652)
- Michał Korybut Wiśniowiecki:
  - NN (syn) (1670)
- Jan III Sobieski[2][3]:
  - Jakub Ludwik (1667-1737)
  - Adelajda Ludwika (1672-1677)
  - Maria Teresa (1673-1675)
  - NN (córka) (1674)
  - Teresa Kunegunda (1676-1730)
  - NN (córka) (1678)
  - Aleksander Benedykt (1677-1714)
  - Konstanty Władysław (1680-1726)
  - Jan (1683-1685)
- August II Mocny[4]:
  - Fryderyk August (1696-1763) (późniejszy król Polski)
- Stanisław Leszczyński[5]
  - Maria (1703-1768)
  - Anna (1699–1717)
- August III Sas[6]:
  - Fryderyk August (1720-1721)
  - Józef August (1721-1728)
  - Fryderyk Krystian (1722-1763)
  - Maria Amalia (1724-1760)
  - Maria Małgorzata (1727-1734)
  - Maria Anna (1728-1797)
  - Franciszek Ksawery (1730-1806)
  - Maria Józefa (1731–1767)
  - Karol Krystian (1733-1796)
  - Maria Krystyna (1735-1782)
  - Maria Elżbieta (1736-1818)
  - Albert Kazimierz (1738-1822)
  - Klemens Wacław (1739-1812)
  - Maria Kunegunda (1740-1826)